# 고 벨프가
고 벨프가(Elder House of Welf)는 유럽 프랑크 왕국의 귀족이자 중세 유럽의 왕가이다. 이 가문의 중시조격인 구엘프 1세는 바이에른과 아르톨프 출신으로 프랑크 왕국의 경건왕 루트비히의 계비 유디트 폰 바이에른과 독일인 루트비히의 정비 바이에른의 엠므의 아버지이자, 프랑크 왕국의 국구였다.
이 가문의 정확한 기원은 알 수 없으나 서로마 제국을 붕괴시킨 오도아케르의 아버지였던 에디코(Edeko, 469년 사망)가 이 가문의 알려진 오래된 선조라는 설이 있다. 에디코는 스키리 족 출신으로, 훈 족 아틸라의 추종자였다.
에디코의 후손 중 류타르트(Ruthard, 790년 사망)는 프랑크 왕국의 귀족이었으며, 피핀 3세 단신왕 치하에서 아르겐가우(Argengau)의 백작이자 알레만니아 총독을 지냈다.
벨프 가문의 오래된 그룹으로 부르고뉴 벨프 가문, 고 벨프 가문, 루돌피니드 가문으로도 부른다. 이 가문의 멤버 중 명성을 날린 것은 구엘프 1세였다. 구엘프의 아들 오세르 백작 콘라트 1세는 프랑크 왕국의 귀족으로, 그의 처 투르의 아델라이드는 로타르 1세의 처제이기도 했다. 오세르 백작 콘라트의 손자이자 콘라트 2세의 아들 루돌푸스 1세는 888년 비만왕 카를의 폐위 후 부르군트, 프로방스의 귀족들에 의해 국왕으로 선출되었다. 그의 아들 루돌푸스 2세는 922년부터 이탈리아 귀족들의 초청을 받아 베렝가리오 1세의 대립왕이 되었다가, 베렝가리오 1세가 924년 암살된 뒤 이탈리아를 통치하였으며 926년 아를의 위그에게 자리를 넘기고 부르고뉴로 돌아왔다.
루돌푸스 2세의 딸은 이탈리아의 로타르 3세의 왕비이자 신성 로마 제국 오토 1세의 계비가 된 부르군트의 아델라이드이다. 아들 콘라트 3세는 서프랑크 왕국 루이 4세 해외왕의 딸 서프랑크의 마틸다와 결혼, 그들의 딸 기셀라는 바이에른 공작 하인리히 2세의 처로, 황제 하인리히 2세의 모후가 된다. 콘라트 3세의 다른 딸 베르타는 블루아백작 오도 1세의 처였다가 그의 사후 프랑스 왕 로베르 2세와 재혼했다.
콘라트 3세의 딸 게르베르가는 978년 웨럴 백작 헤르만 1세와 결혼했으며 3명의 자녀를 두었고, 그의 사후 988년 슈바벤 공작 헤르만 2세와 재혼, 둘째 딸은 슈바벤의 기셀라로 신성 로마 황제 콘라트 2세의 황후였다. 부르고뉴 왕국의 마지막 멤버는 루돌프 3세로 1032년 자녀 없이 사망하였다. 그는 콘라트 3세의 아들로, 그가 죽자 부르군트 왕국은 신성 로마 제국의 콘라트 2세에게 넘어갔다.